# Спинк (округ)
Округ Спинк (англ. Spink County) располагается в штате Южная Дакота, США. По состоянию на 2010 год, численность населения составляла 6415 человек.

## География
По данным Бюро переписи США, общая площадь округа равняется 3911 км2, из которых 3895 км2 суша и 16 км2 или 0,41 % это водоёмы.

## Население
По данным переписи населения 2000 года в округе проживает 7 454 жителей в составе 2 847 домашних хозяйств и 1 933 семей. Плотность населения составляет 2,00 человека на км2. На территории округа насчитывается 3 352 жилых строений, при плотности застройки около 1,00-го строения на км2. Расовый состав населения: белые — 97,56 %, афроамериканцы — 0,21 %, коренные американцы (индейцы) — 1,48 %, азиаты — 0,09 %, гавайцы — 0,01 %, представители других рас — 0,12 %, представители двух или более рас — 0,52 %. Испаноязычные составляли 0,39 % населения независимо от расы.
В составе 30,60 % из общего числа домашних хозяйств проживают дети в возрасте до 18 лет, 58,60 % домашних хозяйств представляют собой супружеские пары проживающие вместе, 6,10 % домашних хозяйств представляют собой одиноких женщин без супруга, 32,10 % домашних хозяйств не имеют отношения к семьям, 29,30 % домашних хозяйств состоят из одного человека, 15,80 % домашних хозяйств состоят из престарелых (65 лет и старше), проживающих в одиночестве. Средний размер домашнего хозяйства составляет 2,45 человека, и средний размер семьи 3,05 человека.
Возрастной состав округа: 25,60 % моложе 18 лет, 6,70 % от 18 до 24, 26,10 % от 25 до 44, 22,60 % от 45 до 64 и 22,60 % от 65 и старше. Средний возраст жителя округа 40 лет. На каждые 100 женщин приходится 107,20 мужчин. На каждые 100 женщин старше 18 лет приходится 106,20 мужчин.
Средний доход на домохозяйство в округе составлял 31 717 USD, на семью — 37 114 USD. Среднестатистический заработок мужчины был 25 065 USD против 20 386 USD для женщины. Доход на душу населения составлял 15 728 USD. Около 10,20 % семей и 12,80 % общего населения находились ниже черты бедности, в том числе — 17,20 % молодежи (тех, кому ещё не исполнилось 18 лет) и 9,80 % тех, кому было уже больше 65 лет.